# ساختارگرایی کارکردی
ساختارگرایی کارکردی (به انگلیسی: Functional structuralism) نظریه‌ای جامعه‌شناختی برگرفته از نظریه سیستم‌ها در جامعه‌شناسی است. نظریه سیستم‌ها، در پی رواج اندیشه‌های تالکوت پارسونز (۱۳ دسامبر ۱۹۰۲–۸ مه ۱۹۷۹) جامعه‌شناس آمریکایی، به عنوان یک نظریه کارکردگرایی ساختاری آغاز شد یعنی ساختار اجتماعی مورد تأکید و در مرکز تحلیل قرار گرفته‌است و کارکرد اجتماعی پدیده‌ها از این ساختارها استنتاج شدند. در مقابل، در نظریه کارکردی - ساختارگرایی، تمرکز اولیه بر عملکرد یک جنبه از جامعه است و تنها پس از مشخص شدن کارکردها، ساختارهای توانمند تعیین می‌شوند.
در ساختارگرایی کارکردی بر ساختارها تأکید می‌شود و پدیده‌های اجتماعی در خدمت ساختارند ولی در کارکردگرایی ساختاری چون به قول رابرت کی. مرتن (۴ ژوئیه ۱۹۱۰–۲۳ فوریه ۲۰۰۳) جامعه‌شناس آمریکایی هر پدیده اجتماعی دارای کارکردهای آشکار و پنهان و کژکارکردهایی است، پس بخاطر نقشی که در پایداری یا اضمحلال نظام اجتماعی کل دارند بر کارکردها تأکید می‌شود و ساختار ثمره کارکردهای اعضا جامعه دانسته می‌شود.

### برای مطالعهٔ بیشتر
- والتر ال. والاس (1969). نظریه جامعه‌شناختی: مقدمه. AldineTransaction. pp. ۲۵–۲۸. ISBN 978-0-202-36919-8.
- میلتون ای. هاروی; برایان پی. هالی (18 March 2014). موضوعات در اندیشه جغرافیایی (روتلج احیاء). تیلور و فرانسیس. p. ۵۹. ISBN 978-1-317-75232-5.